# Modale Filter

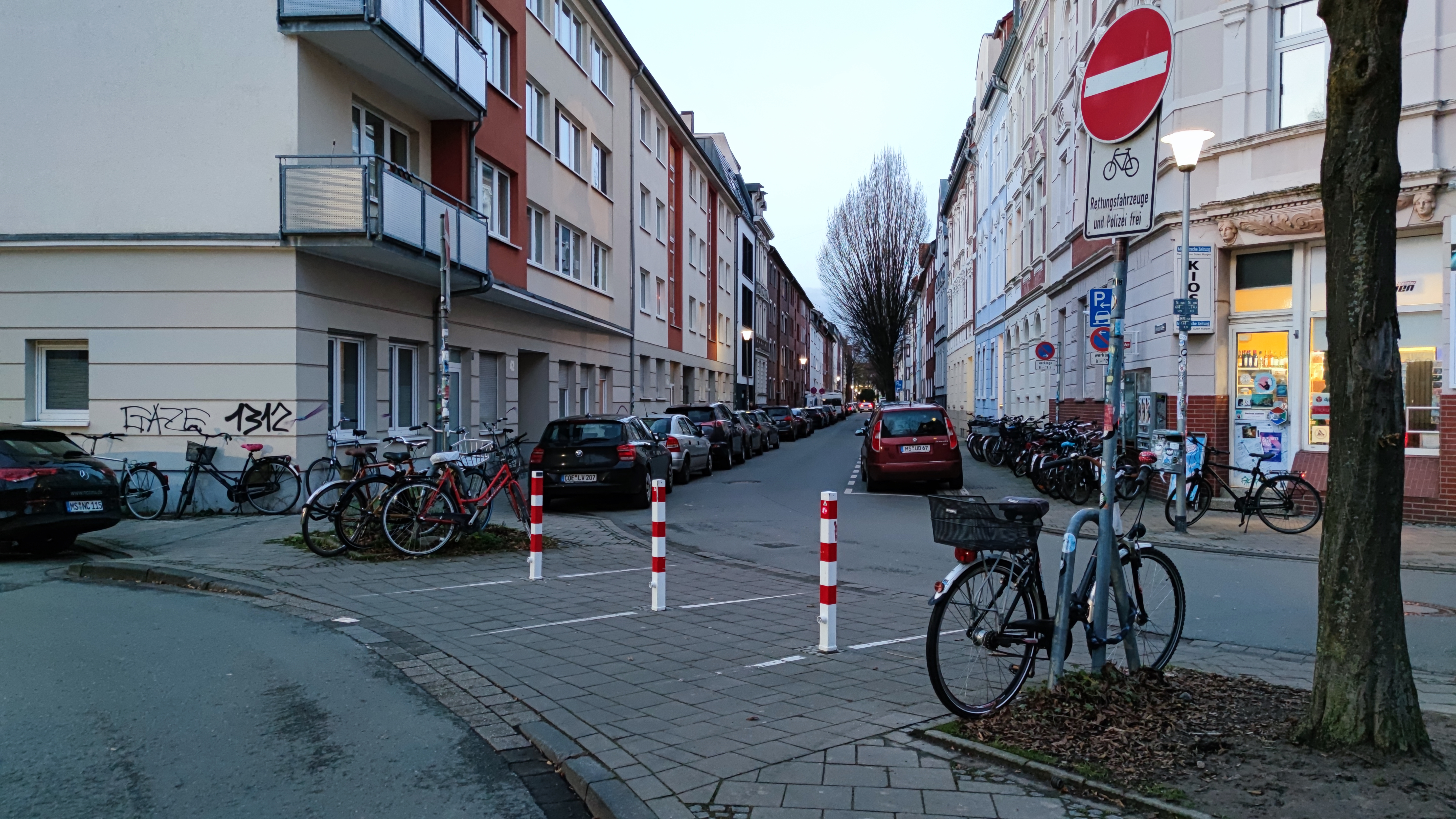
Modaler Filter als Diagonalsperre an der Sternstraße in Münster (Westfalen)

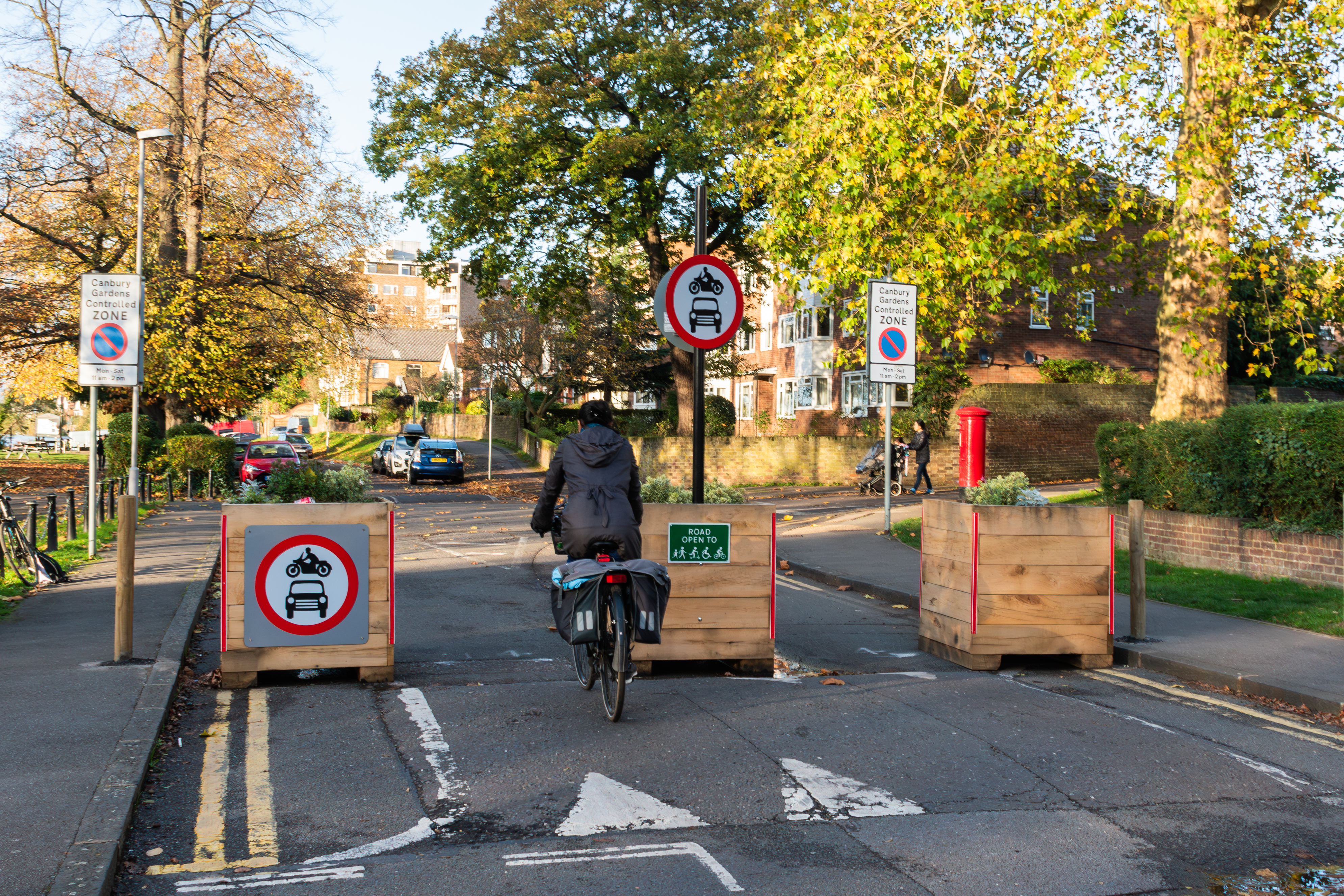
Sperre aus Blumenkübeln im Raum London

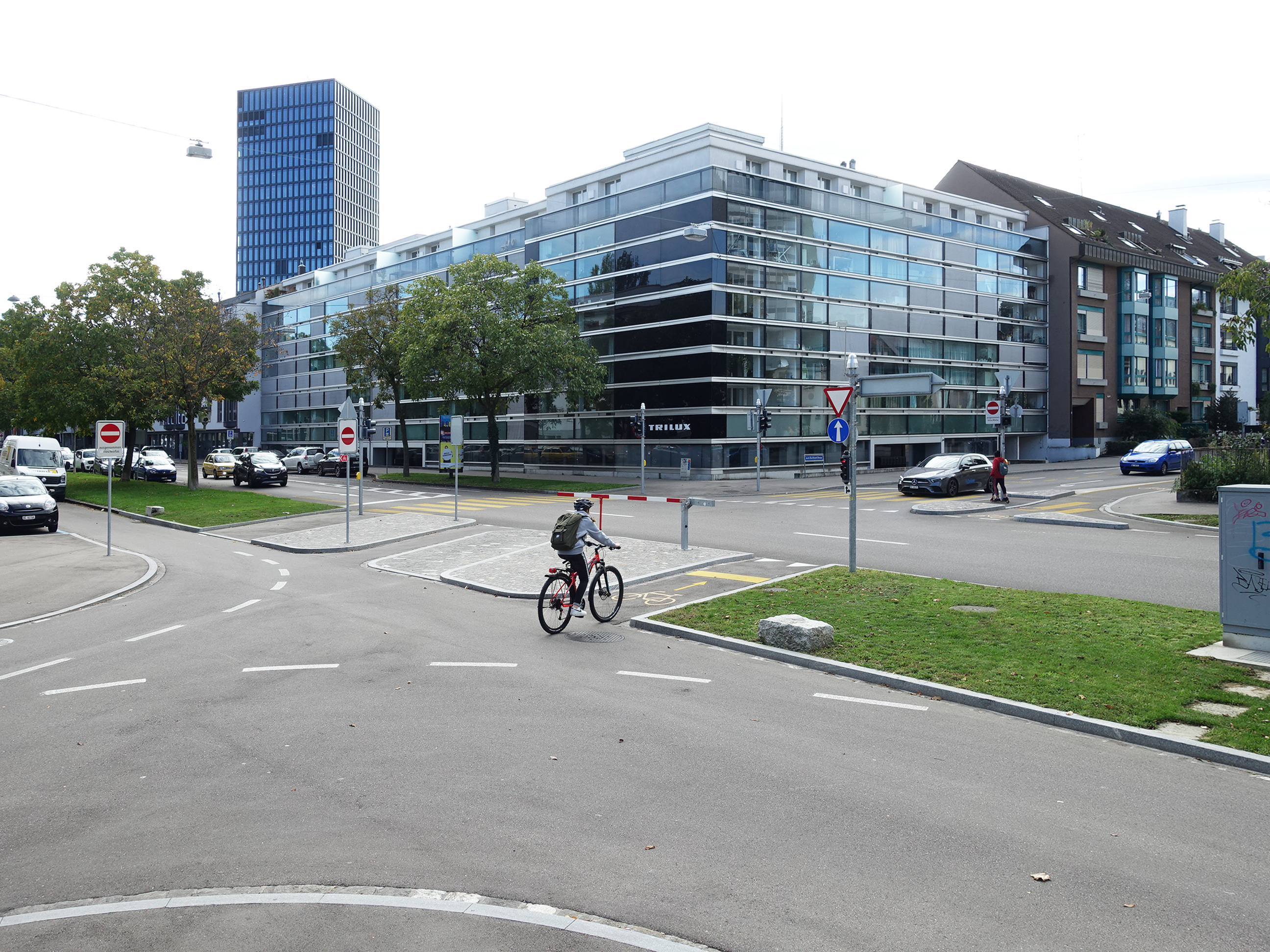
Baulicher modaler Filter in Basel

Als modaler Filter oder Modalfilter wird in der Fachsprache der Stadt- und Verkehrsplanung die Sperrung von Verkehrswegen für bestimmte Verkehrsmittel bezeichnet. Um sensible Stadtbereiche zu beruhigen, werden oftmals Kraftfahrzeuge von der Durchfahrt ausgeschlossen.
Das Wort „modal“ findet im Zusammenhang mit „Modus“ Verwendung. „Modus“ kommt aus dem Lateinischen und bedeutet u. a. „Art und Weise“ und bezieht sich auf Transportmittel die hier „herausgefiltert“ werden.

## Ausführungen
Baulich werden modale Filter meist durch Pfostensperren realisiert. Es können allerdings auch Pflanzkübel und andere Hindernisse wie Gesteinsbrocken zum Einsatz kommen. Mit Hilfe von versenkbaren oder umklappbaren Sperrpfosten kann darüber hinaus der Zugang flexibel auf bestimmte Gruppen von Kraftfahrzeugen, zum Beispiel einzelne Anwohner, den Linienbus, Feuerwehr oder Müllabfuhr, beschränkt werden.
Als Diagonalsperre bezeichnet man in der Fachsprache das diagonale Abteilen einer Kreuzung mittels Pfostensperre. Es entstehen für den Kfz-Verkehr so zwei Führungen über Eck. Die gerade Durchfahrt ist in der Regel dem Radverkehr vorbehalten.
Zum Teil werden modale Filter auch mit Hilfe von Umlaufsperren realisiert. Hier kann – je nach Gestaltung – die Durchfahrt für Lastenfahrräder und Räder mit Fahrradanhänger stark erschwert sein. Im Extremfall ist eine Durchfahrt für breitere Fahrräder unter Umständen gar nicht möglich.
Andere Formen modaler Filter sind gegenläufige Einbahnstraßen, die für den Radverkehr oder ggf. auch den Linienverkehr in der Gegenrichtung frei gegeben und damit für diese vollständig durchfahrbar sind. Auch andere bauliche Gestaltungen als reine Pfostensperren können eine ähnliche Funktion haben und werden so eingesetzt, z. B. Rampen in der passenden Breite, die von Bussen und Radfahrenden, nicht aber von Pkw benutzt werden können. Auch Sackgassen, die mit anderen Mitteln für Fuß- und Radverkehr nutzbar gemacht wurden, wirken als modale Filter.

## Anwendungen nach Ländern

### Deutschland

#### Kiezblocks in Berlin

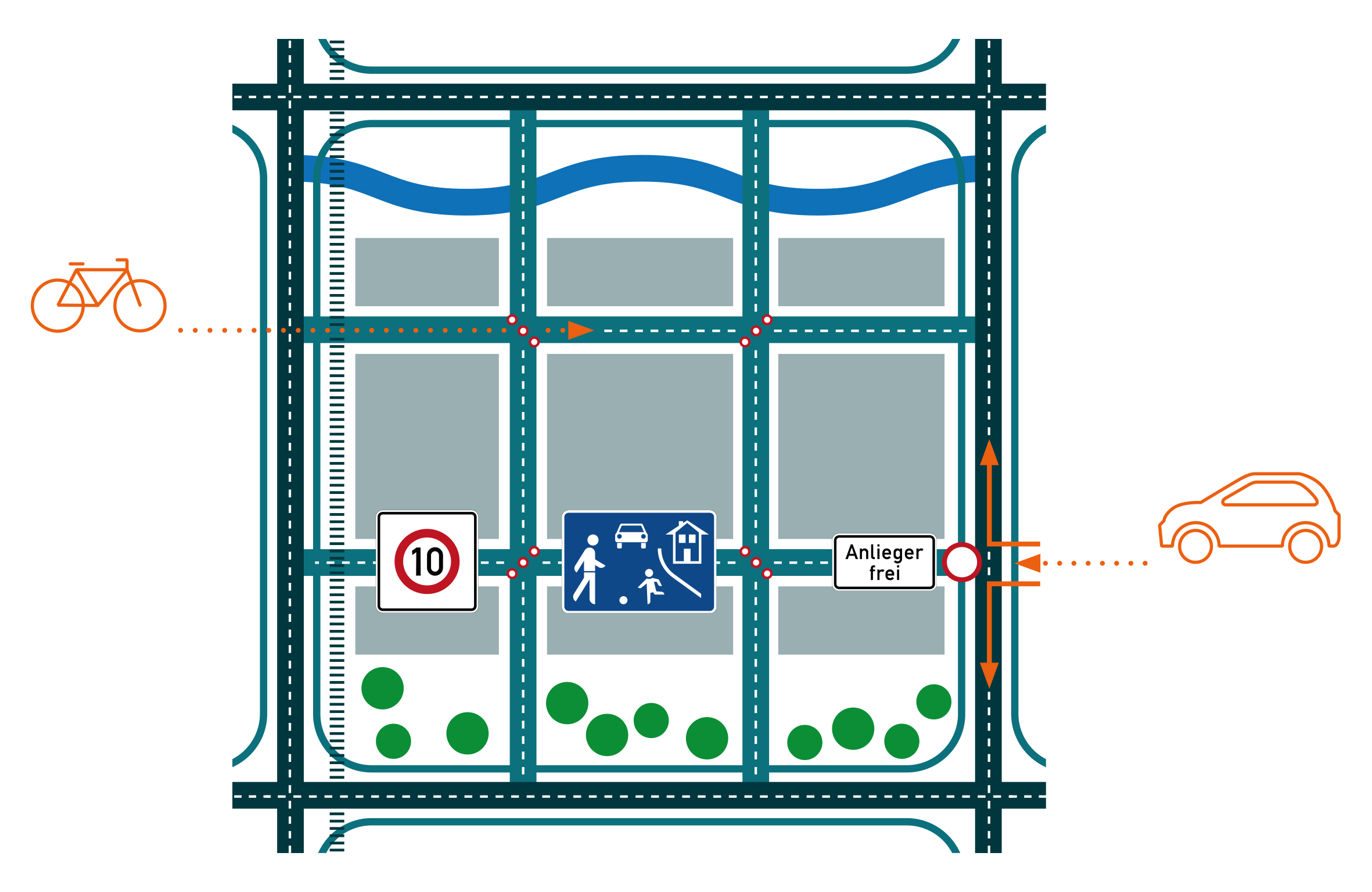
Schematische Darstellung eines Kiezblocks

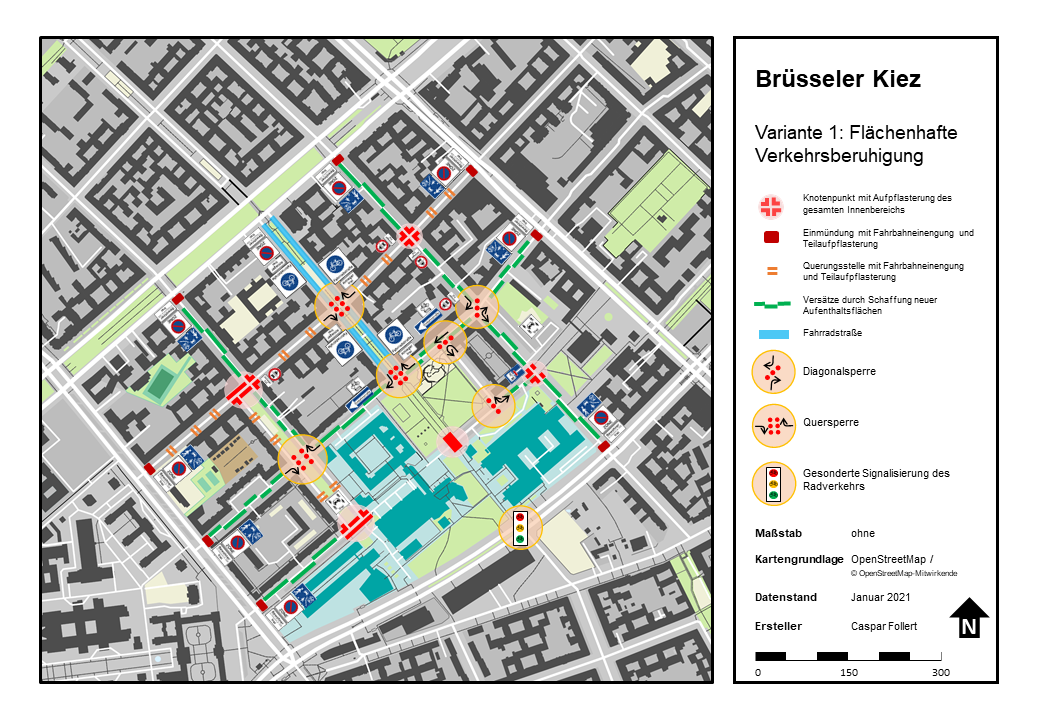
Entwurf Kiezblock Brüsseler Kiez in Berlin, weiteres siehe auch Superblock (Stadtplanung)

In Berlin setzen sich Einwohner für die Verkehrsberuhigung ihrer Quartiere ein. Das Projekt „Kiezblocks“ ist ein Arbeitsprojekt der Nichtregierungsorganisation Changing Cities e. V. In der Stadt wurden schon erste „Kiezblocks“ umgesetzt. Dabei kommen Pfostensperren sowie gegenläufige Einbahnregelungen zum Einsatz.

#### Fahrradstraße Hindenburgstraße in Esslingen

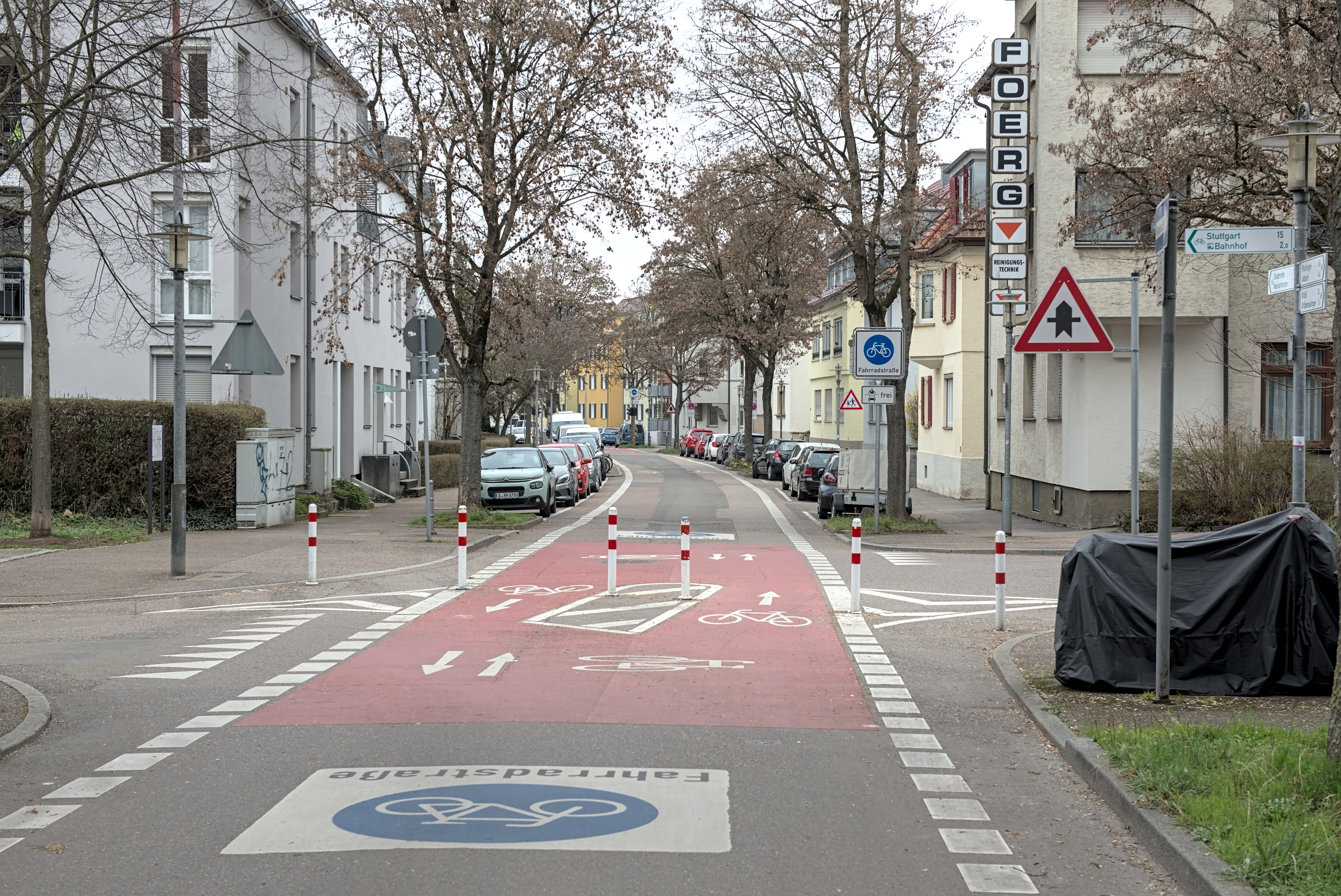
Hindenburgstraße in Esslingen

Auch in Fahrradstraßen werden modale Filter zur Begrenzung des Kfz-Verkehrs eingesetzt. So besitzt die Fahrradstraße 
Hindenburgstraße in Esslingen am Neckar zwei Diagonalsperren.

#### Flächenhafte Verkehrsberuhigung
In zahlreichen deutschen Städten wurden bei der Einrichtung von Tempo 30-Zonen oder anderen gebietshaften Ansätzen zur Verkehrsberuhigung Maßnahmen eingesetzt, die den jetzt modale Filter genannten Maßnahmen teilweise entsprechen. Dies konnten z. B. umfangreiche Einbahnstraßensysteme in Stadtteilen sein, wobei die Einbahnstraßen für Radverkehr in der Gegenrichtung geöffnet blieben oder wurden. Dies wurde Ende der 1990er Jahre so in Frankfurt am Main  und Mainz bei der Mehrzahl der Einbahnstraßen so praktiziert.

### Großbritannien
Laut einer Untersuchung des britischen Straßennetzes verfügt der Inselstaat bis 2021 über mehr als 25.000 Modalfilter. Die im Zuge des heftigen Diskurses um verkehrsberuhigte Stadtquartiere erstellte Studie suggeriert, dass der Debatte um deren systematische Anwendung eine übertriebene Politisierung widerfahre, da das Straßenelement bereits zuvor flächendeckende Verwendung fand.

### Niederlande

#### Verkehrsberuhigte Altstadt in Groningen
Die Altstadt von Groningen wurde für den Kfz-Verkehr durch umfangreiche Pfostensperren und Fußgängerbereiche in vier Teilbereiche geteilt. Diese getrennten Bereiche sind für Autos nicht durchgängig. Die Zufahrt für Autos ist nur über die innere Ringstraße möglich. Radverkehr und öffentlicher Verkehr kann hingegen die Altstadt durchfahren.

#### Modaler Filter Plantage Middenlaan in Amsterdam

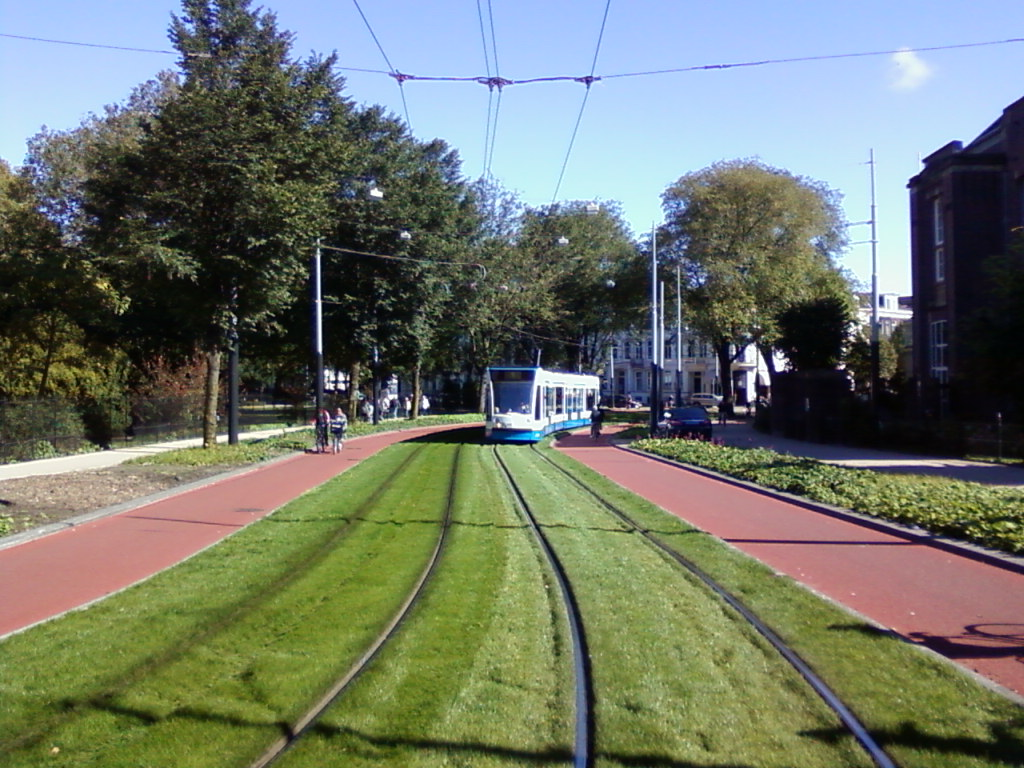
Räumlicher modaler Filter Plantage Middenlaan in Amsterdam

Hier wurde auf rund 100 m Länge die Straße „Plantage Middenlaan“ ohne Kfz-Verkehr neu gestaltet. In der Mitte verläuft die Straßenbahntrasse auf Rasengleisen. Dann folgen zwei bauliche Einrichtungsradwege. Ganz außen finden sich noch zwei bauliche Gehwege. Die Verkehrswege sind durch Grünbereiche und Baumstreifen voneinander getrennt.

### Spanien

#### Superblocks in Barcelona
Durch räumliche Verkehrsberuhigung kann der Kfz-Verkehr ebenfalls modular gefiltert werden. So wurden bei den Superilles in Barcelona zwei mal zwei oder auch drei mal drei Straßenquadrate zu einem großen Straßenblock zusammengefasst. In das verkehrsberuhigte Blockinnere dürfen nur noch Kfz-Anlieger mit maximal 10 km/h einfahren. Aktuell sind 6 Superblocks umgesetzt worden. Langfristig wird in Barcelona die Umsetzung von bis zu 500 Superblocks erwogen.

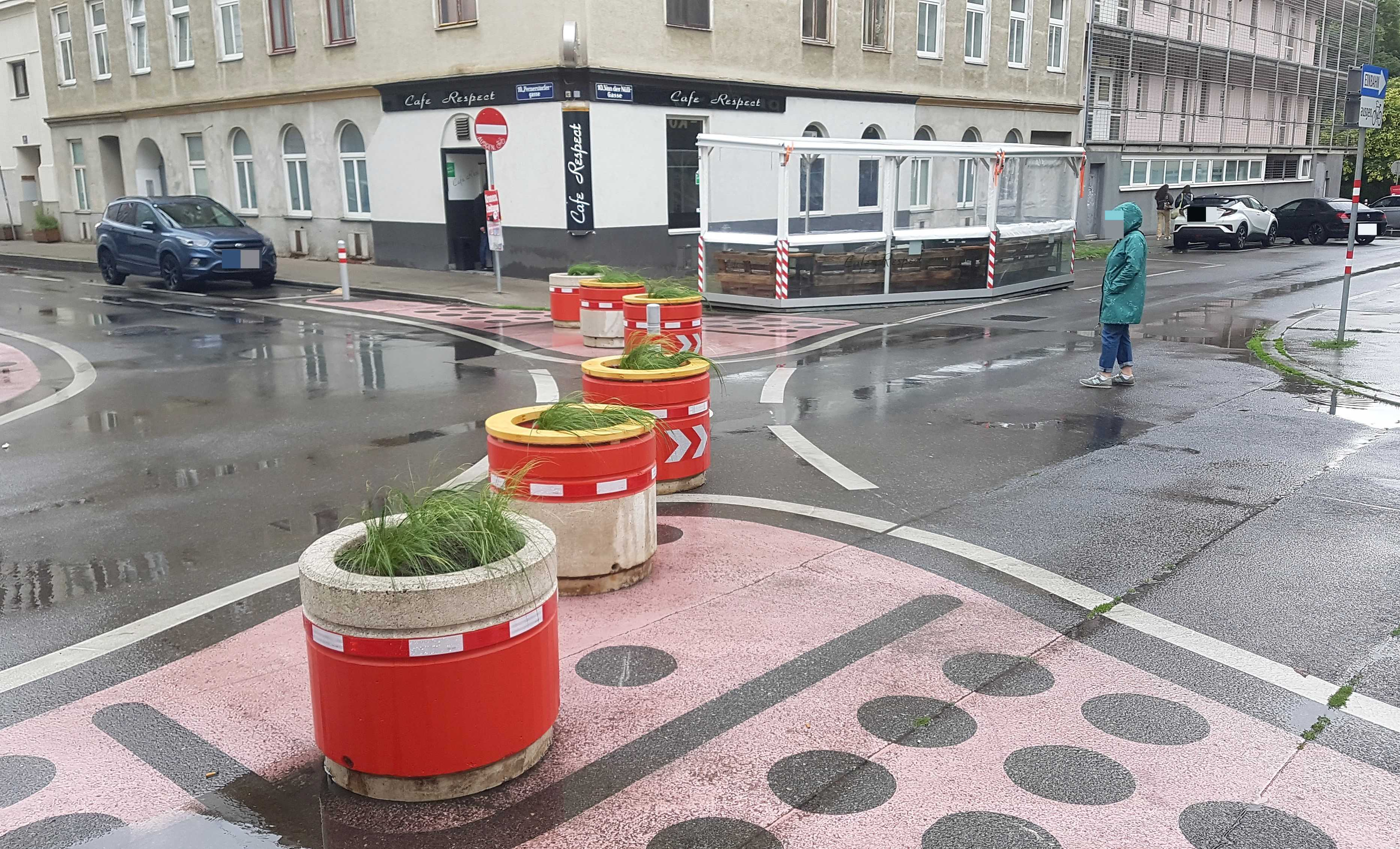
Pflanzkübel als Modalfilter in Wien